# Grand Prix Formule 1 van Duitsland 1994
De Grand Prix Formule 1 van Duitsland 1994 werd gehouden op 31 juli 1994 op de Hockenheimring.

## Verslag
Voor de race was er nogal wat spanning tussen Duitse Schumacher-fans en het Williams-team na de controversie tijdens de Grand Prix van Groot-Brittannië. Er werden ook nieuwe reglementen ingevoerd waarbij elke auto een vlakke, houten bodem onder de wagen moest hebben. Als er te veel slijtage aan deze houten bodem was, was de wagen te laag afgesteld waardoor ze een te groot aerodynamisch voordeel hadden. Er werd ook aangekondigd dat de FIA onregelmatigheden in de Benetton-software na de Grand Prix van San Marino geconstateerd had. Het team liet onmiddellijk weten onschuldig te zijn.

### Kwalificatie
Ferrari behaalde een 1-2 met Gerhard Berger voor Jean Alesi. Het was voor het eerst in vier jaar dat Ferrari een pole-position behaalde. Damon Hill mocht als derde vertrekken met Schumacher achter hem als vierde. Ukyo Katayama nam de vijfde startplaats, met David Coulthard naast hem. De top-10 werd compleet gemaakt door Mark Blundell, Mika Häkkinen, Heinz-Harald Frentzen en Eddie Irvine.

### Race
Bij de start nam Berger de leiding voor Alesi en Katayama. Achter hen was er complete chaos. Voor de eerste bocht haakten Andrea de Cesaris en Alessandro Zanardi in elkaar. Ze botsten hierdoor met de Minardi's van Pierluigi Martini en Michele Alboreto. In de eerste bocht werd Coulthard ingesloten door Häkkinen en Blundell, waarna de Schot op de McLaren inreed. Blundell moest hierdoor hard remmen en reed achterin op Irvine. Hierdoor ging de Jordan van de Ier aan het spinnen en reed in op Frentzen. Häkkinen, Blundell, Frentzen en Irvine kwamen allemaal in het grind terecht, waar Barrichello ook terechtkwam. Johnny Herbert moest hierdoor afremmen, waarop Martin Brundle achterop hem inreed. Brundle raakte hierdoor in een spin, maar raakte geen andere wagens meer. Häkkinen werd als schuldige aangewezen voor de crash, en werd geschorst voor de Grand Prix van Hongarije.
Iets verder moest Jean Alesi opgeven met motorproblemen. Schumacher slaagde erin Katayama bij te halen in de eerste chicane. Hill reed als vierde en Coulthard, met een afgebroken voorvleugel, reed vijfde. In de derde chicane probeerde Hill Katayama inhalen waarop de twee botsten en beiden hun ophangen waren beschadigd. Het resultaat aan het eind van de eerste ronde: Berger reed aan de leiding, met achter hem Schumacher, Katayama en de Ligier van Olivier Panis. Slechts dertien wagens waren nog in de race. In de tweede ronde werd Jos Verstappen ingehaald door de Ligier van Eric Bernard. Vier ronden later verdween Katayama uit de race met probleem aan het gaspedaal. Hierdoor reed Panis derde en Bernard vierde.
Verstappen maakte een pitstop in de vijftiende ronde, maar bij het tanken ging het mis en een er brak een spectaculaire brand uit. Vijf mecaniciens en Verstappen hadden lichte brandwonden. Vier ronden later was ook teammaat Schumacher zijn race voorbij door problemen met de motor. Hierdoor reed Panis op de tweede plaats en Bernard op de derde. Berger reed de rest van de race aan de leiding en de rest van het podium bleef onveranderd. De vierde plaats ging naar Christian Fittipaldi in zijn Footwork met achter hem zijn teammaat Gianni Morbidelli. Érik Comas pakte in zijn Larrousse een zesde plaats. Het was het eerste podium van zowel Panis als Bernard. Het was voor het laatst echter dat Bernard, Fittipaldi en Comas punten pakten.

## Uitslag
| Positie | Nummer | Rijder                | Team              | Ronden | Tijd/Opgave         | Startplaats | Punten |
| ------- | ------ | --------------------- | ----------------- | ------ | ------------------- | ----------- | ------ |
| 1       | 28     | Gerhard Berger        | Ferrari           | 45     | 1:22:37.2           | 1           | 10     |
| 2       | 26     | Olivier Panis         | Ligier-Renault    | 45     | +54.779             | 12          | 6      |
| 3       | 25     | Eric Bernard          | Ligier-Renault    | 45     | +1:05.0421          | 14          | 4      |
| 4       | 9      | Christian Fittipaldi  | Arrows-Ford       | 45     | +1:21.609           | 17          | 3      |
| 5       | 10     | Gianni Morbidelli     | Arrows-Ford       | 45     | +1:30.544           | 16          | 2      |
| 6       | 20     | Erik Comas            | Larrousse-Ford    | 45     | +1:45.445           | 22          | 1      |
| 7       | 19     | Olivier Beretta       | Larrousse-Ford    | 44     | +1 Ronde            | 24          |        |
| 8       | 0      | Damon Hill            | Williams-Renault  | 44     | +1 Ronde            | 3           |        |
| DNF     | 32     | Jean-Marc Gounon      | Simtek-Ford       | 39     | Motor               | 26          |        |
| DNF     | 31     | David Brabham         | Simtek-Ford       | 37     | Koppeling           | 25          |        |
| DNF     | 5      | Michael Schumacher    | Benetton-Ford     | 20     | Motor               | 4           |        |
| DNF     | 8      | Martin Brundle        | McLaren-Peugeot   | 19     | Motor               | 13          |        |
| DNF     | 2      | David Coulthard       | Williams-Renault  | 17     | Elektrisch probleem | 6           |        |
| DNF     | 6      | Jos Verstappen        | Benetton-Ford     | 15     | Brand               | 19          |        |
| DNF     | 3      | Ukyo Katayama         | Tyrrell-Yamaha    | 6      | Gaspedaal           | 5           |        |
| DNF     | 27     | Jean Alesi            | Ferrari           | 1      | Elektrisch probleem | 2           |        |
| DNF     | 4      | Mark Blundell         | Tyrrell-Yamaha    | 0      | Botsing             | 7           |        |
| DNF     | 7      | Mika Häkkinen         | McLaren-Peugeot   | 0      | Botsing             | 8           |        |
| DNF     | 30     | Heinz-Harald Frentzen | Sauber-Mercedes   | 0      | Botsing             | 9           |        |
| DNF     | 15     | Eddie Irvine          | Jordan-Hart       | 0      | Botsing             | 10          |        |
| DNF     | 14     | Rubens Barrichello    | Jordan-Hart       | 0      | Botsing             | 11          |        |
| DNF     | 12     | Johnny Herbert        | Lotus-Mugen-Honda | 0      | Botsing             | 15          |        |
| DNF     | 29     | Andrea de Cesaris     | Sauber-Mercedes   | 0      | Botsing             | 18          |        |
| DNF     | 23     | Pierluigi Martini     | Minardi-Ford      | 0      | Botsing             | 20          |        |
| DNF     | 11     | Alessandro Zanardi    | Lotus-Mugen-Honda | 0      | Botsing             | 21          |        |
| DNF     | 24     | Michele Alboreto      | Minardi-Ford      | 0      | Botsing             | 23          |        |
| DNQ     | 33     | Paul Belmondo         | Pacific-Ilmor     |        |                     |             |        |

## Statistieken
| Pole-position | Gerhard Berger  | Ferrari          | 1:43.582 |
| Snelste ronde | David Coulthard | Williams-Renault | 1:46.211 |

## Noot
- Dit was de eerste snelste ronde voor David Coulthard.
- Eerste podiumplaats voor Olivier Panis en voor Éric Bernard.

1931 · 1932 · 1934 · 1935 · 1936 · 1937 · 1938 · 1939 · 1951 · 1952 · 1953 · 1954 · 1956 · 1957 · 1958 · 1959 · 1961 · 1962 · 1963 · 1964 · 1965 · 1966 · 1967 · 1968 · 1969 · 1970 · 1971 · 1972 · 1973 · 1974 · 1975 · 1976 · 1977 · 1978 · 1979 · 1980 · 1981 · 1982 · 1983 · 1984 · 1985 · 1986 · 1987 · 1988 · 1989 · 1990 · 1991 · 1992 · 1993 · 1994 · 1995 · 1996 · 1997 · 1998 · 1999 · 2000 · 2001 · 2002 · 2003 · 2004 · 2005 · 2006 · 2008 · 2009 · 2010 · 2011 · 2012 · 2013 · 2014 · 2016 · 2018 · 2019